# Battaglia di Norfolk
La battaglia di Norfolk è una battaglia tra carri combattuta il 27 febbraio 1991 tra l'esercito degli Stati Uniti d'America e la Guardia repubblicana irachena.
La battaglia cominciò 18 ore dopo la battaglia di Al Busayyah, cento chilometri più a ovest, e a diversi chilometri a est della battaglia di 73 Easting, conclusasi 2 ore prima. La battaglia di Norfolk prende il suo nome dall'Obiettivo Norfolk, un'area che comprende l'incrocio di importanti reti stradali e un deposito di rifornimenti difeso dai soldati iracheni.

## Unità

### Stati Uniti
- 1ª Divisione di Fanteria
- 2ª Divisione Corazzata
- 1ª Divisione Corazzata britannica

### Guardia repubblicana
- Divisione Tawakalna
- 12ª Divisione Corazzata
- 52ª Divisione Corazzata
- 25ª Divisione Corazzata
- 26ª Divisione di Fanteria
- 31ª Divisione di Fanteria
- 48ª Divisione di Fanteria

## La breccia
Nella notte tra il 23 e il 24 febbraio 1991, secondo i piani dell'Operazione Desert Storm del generale Schwarzkopf, il VII Corpo penetrò in Iraq dall'Arabia Saudita attraversando l'est del paese. L'obiettivo del VII Corpo è di tagliare la ritirata degli iracheni dal Kuwait, distruggere cinque divisioni irachene e permettere in questo modo alle forze arabe e dei Marines di liberare il Kuwait da sud.
La 1ª Divisione di Fanteria americana aprì una breccia nelle difese irachene con i propri carri armati e i missili americani distrussero cinque corazzati nemici. In seguito la stessa divisione decimò la 26ª Divisione irachena e catturò circa cinquecento prigionieri. Un soldato americano morì nell'esplosione di una mina antiuomo.

## La battaglia
La battaglia di Norfolk, cominciata alle 12:30 del 27 febbraio, si può dire che sia quasi la continuazione della battaglia di 73 Easting, iniziata il giorno precedente. La 1ª Divisione di Fanteria e la 2ª Divisione Corazzata americane vennero posizionate nel 75 Easting, una zona a 2 chilometri più a est di 73 Easting dove si scontrarono con la Divisione Tawakalna irachena.
Nelle ore successive la 1ª Divisione (con il supporto degli elicotteri da guerra e di una brigata della 2ª Divisione Corazzata) attraversò l'Obiettivo Norfolk, distruggendo carri, mezzi corazzati e fanteria iracheni. Durante la battaglia i soldati americani si ritrovarono mischiati con i nemici e ciò fu la causa di un soldato americano ucciso dal fuoco amico.
Alla fine della battaglia la 1ª Divisione americana controllava tutti gli obiettivi e la Divisione Tawakalna era praticamente stata annientata.